# Татьяновський Кордон
Тетяновський Кордон (рос. Татьяновский Кордон) — населений пункт у Мар'яновського району Омської області Російської Федерації.
Належить до муніципального утворення Пикетінське сільське поселення. Населення становить 3 особи.

## Історія
Згідно із законом від 30 липня 2004 року органом місцевого самоврядування є Пикетінське сільське поселення.

## Населення
| 2010 |
| ---- |
| 3    |